# Psilomerus rufescens
Psilomerus rufescens är en skalbaggsart som beskrevs av Dauber 2006. Psilomerus rufescens ingår i släktet Psilomerus och familjen långhorningar. Inga underarter finns listade i Catalogue of Life.